# Estação Ferroviária de Chão de Maçãs-Fátima
A estação ferroviária de Chão de Maçãs-Fátima (ou de Chão de Maçãs - Fátima), originalmente conhecida apenas por Chão de Maçãs e posteriormente também apenas por Fátima, é uma interface de passageiros da Linha do Norte, situada na freguesia de Sabacheira, no Município de Tomar, em Portugal.

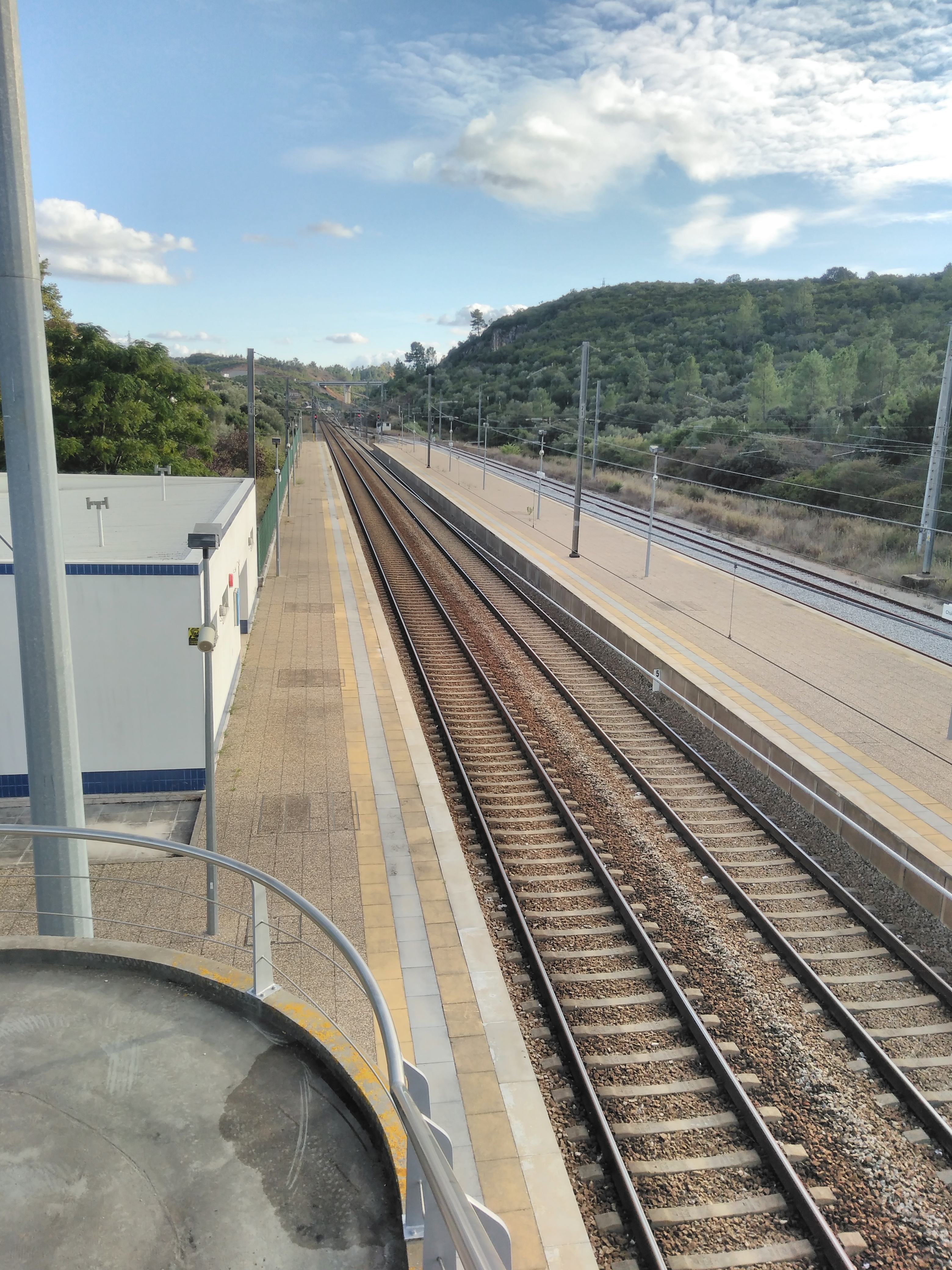
Aspeto das plataformas, em 2018.

## Descrição

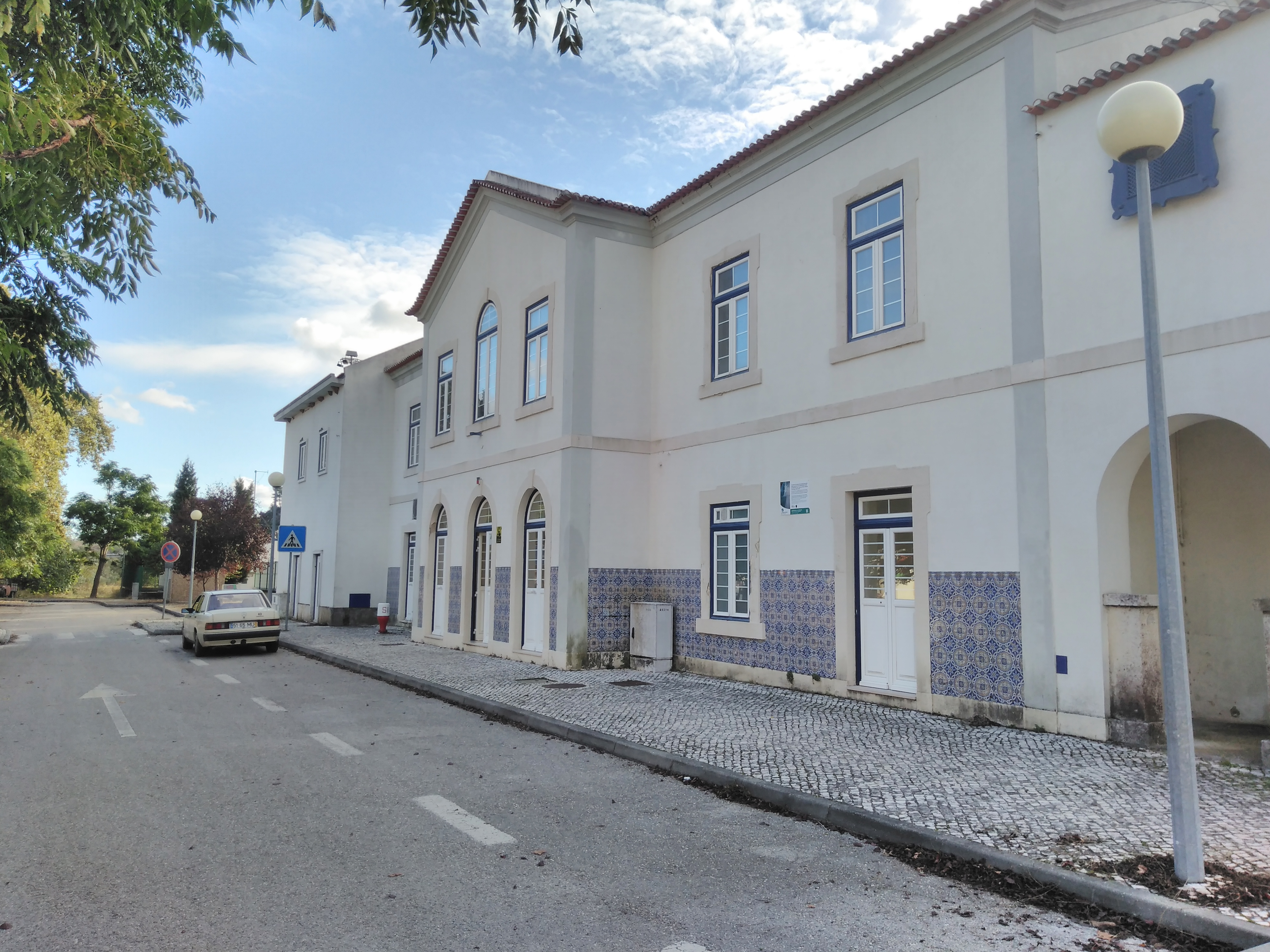
Fachada exterior, em 2018.

### Localização e acessos
Esta interface situa-se junto à localidade de Chão de Maçãs, possuindo acesso rodoviário pela Estrada Nacional 113. Apesar da designação, esta interface dista da localidade de Fátima mais de de 27 km, sendo mesmo assim a estação mais próxima.
Desde 2000, este interface integra um sistema de articulação intermodal por via rodo- e ferro-viária, que serve as localidades de Caxarias, Ourém e Fátima.

A operadora Rodoviária do Oeste (antes de 2015: Rodoviária do Tejo) estabelece algumas carreiras de serviço interurbano com passagem nesta estação ferroviária. A designação da paragem é "Vale d’Ovos (Fat.Est.)" na qual efetuam passagem as carreiras:
- 510 Abrantes - Tomar - Ourém - Nazaré.
- 606 Abrantes - Tomar - Ourém - Leiria.

### Caraterização física
Em Janeiro de 2011, possuía quatro vias de circulação, com comprimentos entre os 269 e 338 m; as plataformas tinham todas 308 m de extensão, e 90 cm de altura. O edifício de passageiros situa-se do lado nascente da via (lado direito do sentido ascendente, para Campanhã).

### Serviços
A operadora C.P. - Comboios de Portugal serve Chão de Maçãs - Fátima com os seguintes serviços:
- Regional, que efectua a ligação entre Coimbra e o Entroncamento.
- Intercidades, do eixo Beira Alta (Lisboa - Guarda - Lisboa).
- InterRegional, serviço de fim-de-semana Entroncamento-Porto.

## História

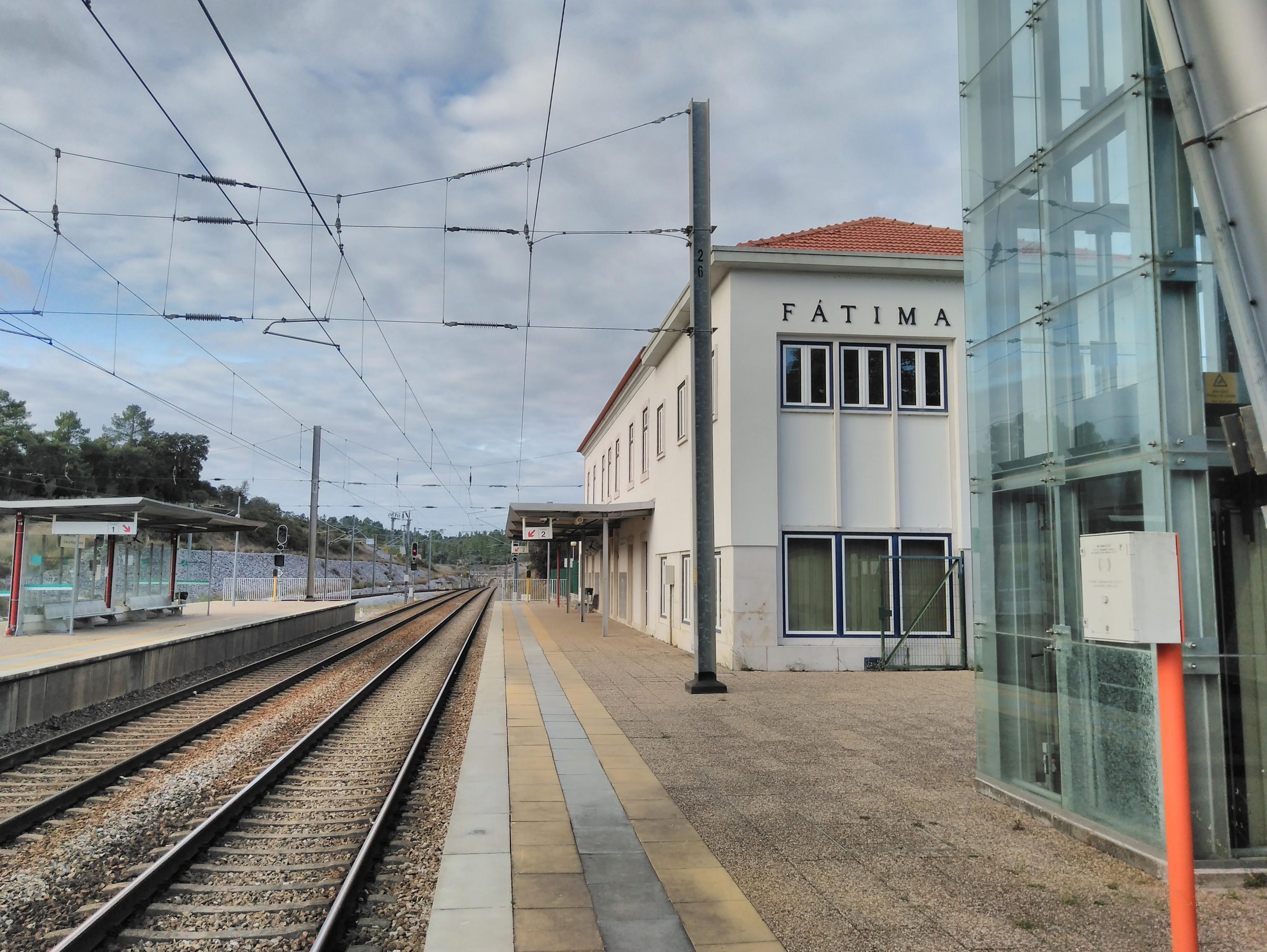
Edifício de passageiros e plataforma contígua, em 2018.

### Inauguração
Esta estação situa-se no troço entre Entroncamento e Soure da Linha do Norte, que abriu à exploração em 22 de Maio de 1864, pela Companhia Real dos Caminhos de Ferro Portugueses.

### Século XX
A Gazeta dos Caminhos de Ferro de 1 de Novembro de 1915 noticiou que estavam em construção casas para a habitação de pessoal, junto à estação de Chão de Maçãs.
Em 1913, a estação de Chão de Maçãs estava ligada a Vila Nova de Ourém por uma carreira de diligências.
Em 10 de Julho de 1937, foi autorizada a concessão de um serviço rodoviário de passageiros e mercadorias desde a estação de Chão de Maçãs até às localidades de Vila Nova de Ourém e Seiça. Em 1939, um comboio especial entre Lisboa e o Porto, para regular a marcha dos serviços rápidos, fez uma paragem rápida nesta estação.

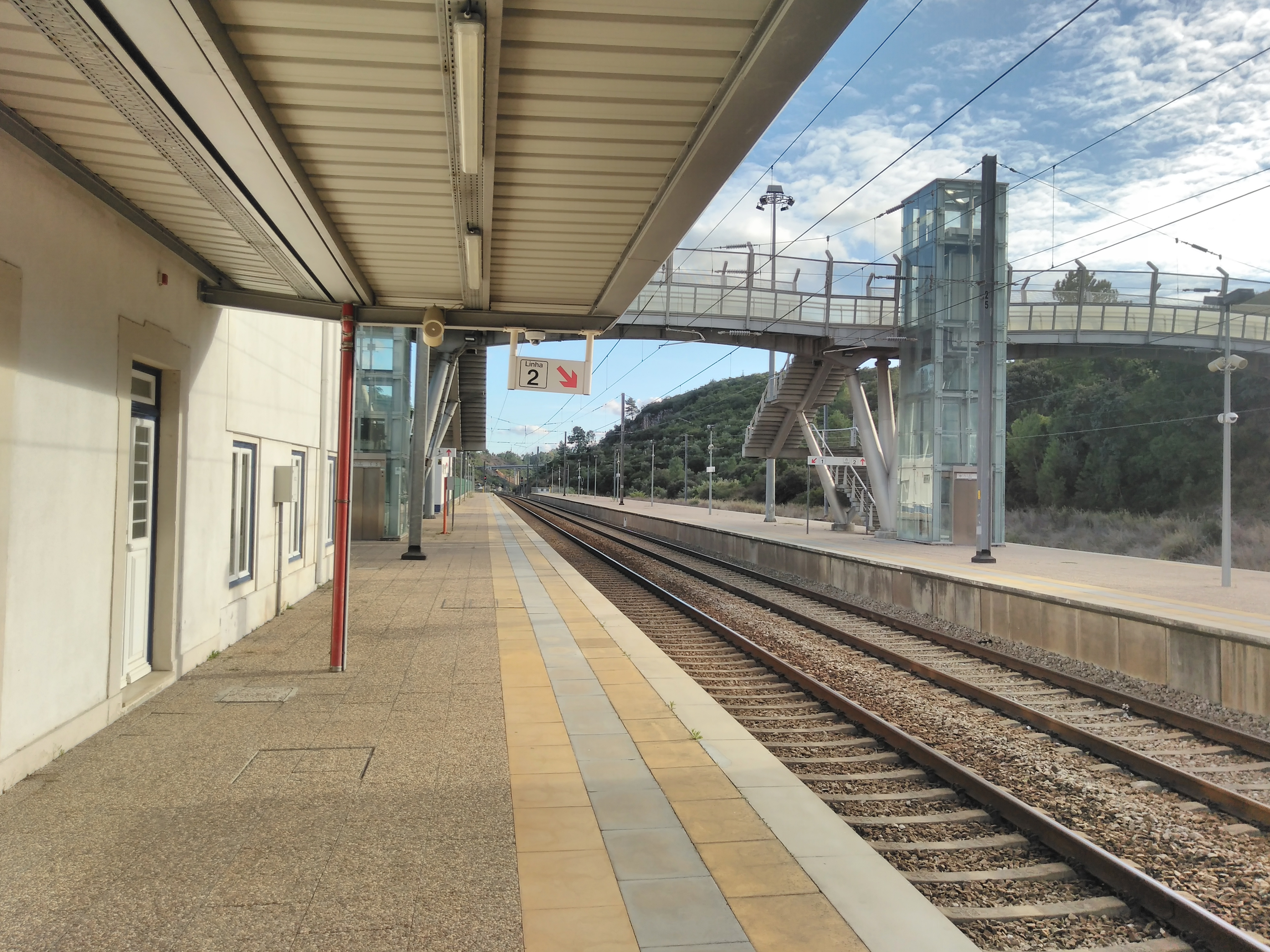
Plataformas e passagem superior pedonal, em 2018.

Em 11 de Setembro de 1981, ocorreu um grande acidente ferroviário nas imediações desta estação, que provocou cinco mortos e cerca de setenta feridos. Em 1982, o papa João Paulo II viajou de comboio entre Lisboa (Santa Apolónia), Fátima e Braga, durante uma visita a Portugal.

Em 2000, foi inaugurado um sistema de articulação intermodal por via rodo- e ferro-viária, servindo as localidades de Caxarias, Ourém e Fátima.

## Leitura recomendada
- CERVEIRA, Augusto; CASTRO, Francisco Almeida e (2006). Material e tracção: os caminhos de ferro portugueses nos anos 1940-70. Col: Para a História do Caminho de Ferro em Portugal. 5. Lisboa: CP-Comboios de Portugal. 270 páginas. ISBN 989-95182-0-4
- QUEIRÓS, Amílcar (1976). Os Primeiros Caminhos de Ferro de Portugal: As Linhas Férreas do Leste e do Norte. Coimbra: Coimbra Editora. 45 páginas
- SALGUEIRO, Ângela (2008). A Companhia Real dos Caminhos de Ferro Portugueses: 1859-1891. Lisboa: Univ. Nova de Lisboa. 145 páginas